# ميرنا جميل
ميرنا جميل (25 يونيو 1992 في الأردن - ) ممثلة ومذيعة مصرية. شاركت في العديد من الأفلام والمسلسلات.

## السيرة الذاتية
كان لجمالها دور كبير في دخولها عالم التمثيل، بدايتها من المسرح مع خالد جلال في عرض مسرحيه بعد الليل وثم انتقلت إلي شركة Tvision لمالكها المنتج طارق الجنايني للعمل في برنامج Saturday Night Live بالعربي كما شاركت في العديد من الأفلام والمسلسلات منها الحصان الأسود مع الفنان أحمد السقا وكان أول ظهور لها في فيلم عصمت أبو شنب للنجمة ياسمين عبد العزيز وفيلم بيكيا للفنان محمد رجب (ممثل) وفي رمضان 2018 قامت بدور البطولة في مسلسل ربع رومي مع مصطفى خاطر 
ومسلسل اللعبة مع شيكو وهشام ماجد عام 2019 وتم عرضه في رمضان 2020.

## أعمالها الفنية

### الأفلام
- كارت ميموري
- أبو شنب
- بيكيا
- توأم روحي
- بعد الشر

### المسلسلات
- ربع رومي [6][7][8]
- خفة يد [9] بدور. منى
- الحصان الأسود [10]
- ليلة
- اللعبة: بدور اسراء
- عمر ودياب: ضيفة
- البيت بيتي
- الفرح فرحنا[11]
- بيت الرفاعي
- اللعبة 2: ليفل الوحش
- اللعبة 3: اللعب مع الكبار
- اللعبة 4: دوري الأبطال

### المسرحيات
- بعد الليل
- حزلقوم
- البنك سرقوووه
- ألف تيتة وتيتة

### البرامج
- Saturday Night Live بالعربي [12]

## وصلات خارجية
- ميرنا جميل على موقع IMDb (الإنجليزية)
- ميرنا جميل على موقع الدهليز
- ميرنا جميل على موقع قاعدة بيانات الأفلام العربية
- ميرنا جميل على موقع قاعدة بيانات الفيلم (الإنجليزية)